# Ли, Марк (певец)
Марк Ли (англ. Mark Lee, кор. 이민형?, 李敏亨?; род. 2 августа, 1999 года, Торонто, Онтарио, Канада) — также известный под псевдонимом Марк, канадский певец, живущий в Южной Корее. Он является участником южнокорейской бойз-группы NCT и ее постоянных подразделений NCT 127 и NCT Dream, а также южнокорейской супергруппы SuperM.

## Карьера

### 2012—2016: Преддебют
В 2012 году Марк присоединился к SM Entertainment в качестве стажера, пройдя прослушивание на SM Global в Ванкувере, Канада. 16 декабря 2013 года он был представлен как участник SM Rookies, преддебютной команды стажеров SM Entertainment. В октябре 2014 года в рамках программы SM Rookies он и несколько его коллег по группе появились на шоу Exo 90:2014, спродюсированном Mnet, в котором участвовали коллеги по лейблу Exo, где они исполняли танцы под песни K-pop 1990-х годов.
""В 2015 году Марк и другие участники SM Rookies сыграли мышеловов в корейском возрождении «Клуба Микки Мауса», которое транслировалось на корейском канале Disney Channel. Шоу включало музыкальные представления, игры и сценки, похожие на оригинальное американское шоу. Он транслировался с 23 июля по 17 декабря 2015 года, ведущим был Итык из Super Junior.

### 2016—2018: Дебют и сольные проекты
В апреле 2016 года SM Entertainment подтвердили, что Марк и четверо других участников SM Rookies — Тхэён, Доён, Тэн и Джэхён — дебютируют в качестве участников первого подразделения NCT, NCT U. 9 апреля они выпустили свой первый цифровой сингл под названием «The 7th Sense», в написании песен для которого он и Тхэён приняли участие. Три месяца спустя SM Entertainment объявили, что Марк станет членом второго подразделения NCT, NCT 127, вместе с Тхэёном, Тхэилем, Ютой, Джэхёном, Винвином и Хэчханом. 10 июля 2016 года состоялся официальный дебют NTC 127 с расширенной версией NCT #127 и заглавным треком «Fire Truck».
Марк присоединился к третьему подразделению NCT, NCT Dream, в состав которого входили Рёнджун, Джено, Хэчан, Джемин, Чэньле и Джисон. Группа официально дебютировала 24 августа 2016 года с синглом «Chewing Gum». В следующем месяце Генри Лау совместно с Марком записали «Going Through Your Heart», саундтрек к драме канала KBS «Мужчина в моём доме». Это стало его первой сольной работой с момента дебюта в NCT.
В январе 2017 года Марк присоединился к «Рэпер старшей школы», хип-хоп-реалити-шоу на выживание, которое транслировалось на Mnet. Он вышел в финал и исполнил оригинальную песню «Drop» с коллегой по лейблу Сыльги из Red Velvet, заняв седьмое место в общем зачете. В июле 2017 года Марк совместно с Сюмином из Exo записал сингл «Young & Free». Он был выпущен во втором сезоне цифрового музыкального проекта SM Station от SM Entertainment. В том же месяце Марк появился в первом сезоне музыкального варьете Snowball Project. Он объединился с Пак Чэджоном, чтобы выпустить «Lemonade Love» 21 июля, также на SM Station, который был спродюсирован бывшим коллегой по лейблу Генри Лау и Юн Джонсином.
Начиная с февраля 2018 года, Марк выступал в качестве одного из главных ведущих музыкальной программы Show! Music Core, однако покинул место ведущего в январе 2019 года, чтобы сосредоточиться на своей деятельности в NCT 127. В мае 2018 года он стал постоянным участником реалити-шоу MBC «За пределами одеяла опасно». В октябре 2018 года Марк выпустил песню «Dream Me» совместно с Пак Суён из Red Velvet для саундтрека к драме KBS «Призрачный детектив». Марк был первым участником, официально окончивший деятельность в NCT Dream 31 декабря 2018 года.

### 2019 — настоящее время: SuperM и возвращение в NCT Dream
7 августа 2019 года Марк был утвержден в качестве участника SuperM, супергруппы, созданной SM Entertainment в сотрудничестве с Capitol Records. В октябре того же года группа начала продвигаться на американском музыкальном рынке. Одноимённый дебютный мини-альбом SuperM был выпущен 4 октября 2019 года во главе с синглом «Jopping». Марк продолжал продвигаться вместе с SuperM на протяжении всего 2020 года, выпустив первый студийный альбом группы Super One. 14 апреля SM Entertainment объявили в официальном заявлении, что Марк вернётся к NCT Dream, тем самым отменив их первоначальную систему выпуска, основанную на возрастных критериях. Его возвращение было подтверждено его участием в песне NCT Dream «Déjà Vu», вошедшей в общий студийный альбом группы NCT 2020 Resonance.
28 января 2022 года было объявлено, что Марк выпустит свой первый сингл "Child 4 февраля в рамках NCT Lab. «Child», который описывается как эмоциональный хип-хоп трек, получил высокую оценку за его текст.
30 марта 2023 года было объявлено, что Марк выпустит свою новую сольную песню и второй сингл «Golden Hour» 7 апреля в рамках NCT Lab. «Golden Hour» – песня в жанре хип-хоп, сочетающая в себе мощные гитарные и барабанные звуки и яркий рэп, а также песня собственного производства, основанная на негативном отзыве шеф-повара Гордона Рамзи о яичнице, которую он приготовил в прошлом.
16 мая 2024 года Марк объявил о начале работы над своим сольным альбомом, который должен выйти в феврале 2025 года, с цифровым синглом под названием «200». Новая песня «200» — это трек в стиле драм-н-бейс, основанный на рок-звучании, с захватывающим сочетанием звуков электрогитары начала 2000-х и лирических мелодий. В тексте песни раскрывается смысл любви, описывается, как два человека делают друг друга ярче и как их отношения становятся более совершенными, когда они вместе. Позже выпуск альбома был отложен до апреля 2025 года, при этом SM заявили, что причиной задержки стало «стремление к более высокому качеству».

## Другие мероприятия

### Поддержка
В 2022 году Polo Ralph Lauren выбрал Марка в качестве посла бренда в Корее.

### Благотворительность
В феврале 2023 года Марк пожертвовал 150 миллионов вон Национальной ассоциации помощи пострадавшим от стихийных бедствий «Мост Надежды» для оказания помощи жертвам турецко-сирийского землетрясения 2023 года и 10 миллионов вон в общественный фонд Кореи en:Community Chest of Korea вместе с Genie Music.

## Дискография

### Синглы

#### Как ведущий артист
| Название                                                                                    | Год  | Наивысшая позиция в чарте | Наивысшая позиция в чарте | Наивысшая позиция в чарте | Наивысшая позиция в чарте | Наивысшая позиция в чарте | Наивысшая позиция в чарте | Наивысшая позиция в чарте | Наивысшая позиция в чарте | Наивысшая позиция в чарте | Продажи       | Альбом              |
| Название                                                                                    | Год  | KOR                       | KOR Songs                 | IDN Songs                 | MLY                       | SGP                       | THL Songs                 | US World                  | VIE                       | WW Excl. US               | Продажи       | Альбом              |
| ------------------------------------------------------------------------------------------- | ---- | ------------------------- | ------------------------- | ------------------------- | ------------------------- | ------------------------- | ------------------------- | ------------------------- | ------------------------- | ------------------------- | ------------- | ------------------- |
| «Drop» (두고가) (совместно с Кан Сыльги)                                                    | 2017 | 93                        | —                         | —                         | —                         | —                         | —                         | —                         | —                         | —                         | - KOR: 46,443 | School Rapper FINAL |
| «Child»                                                                                     | 2022 | 23                        | 48                        | 9                         | 17                        | 16                        | 25                        | 8                         | 50                        | 132                       | н/д           | SM Station: NCT Lab |
| «Golden Hour»                                                                               | 2023 | 112                       | —                         | —                         | —                         | —                         | —                         | 13                        | —                         | —                         | н/д           | SM Station: NCT Lab |
| «200»                                                                                       | 2024 | 61                        | —                         | —                         | —                         | —                         | —                         | —                         | —                         | —                         | н/д           | Неальбомный сингл   |
| «Fraktsiya» (с Ли Ён Джи)                                                                   | 2024 | 54                        | —                         | —                         | —                         | —                         | —                         | —                         | —                         | —                         | н/д           | Неальбомный сингл   |
| «—» обозначает запись, которая не попала в чарты или не была выпущена на данной территории. |      |                           |                           |                           |                           |                           |                           |                           |                           |                           |               |                     |

#### Как гостевой артист
| Название                                            | Год  | Наивысшая позиция в чарте | Альбом            |
| Название                                            | Год  | KOR DL                    | Альбом            |
| --------------------------------------------------- | ---- | ------------------------- | ----------------- |
| «How We Do» (Ким Минсок совместно с Марком)         | 2022 | 47                        | Brand New         |
| «HO» (Йесон совместно с Марком)                     | 2023 | —                         | Sensory Flows     |
| «Time Machine» (Доён совместно с Марком и Тхэён)    | 2024 | 119                       | Youth             |
| «Sunkissed» (Big Naughty совместно с Марком из NCT) | 2024 | 124                       | Неальбомный сингл |

#### Коллаборации
| Название                                                                                    | Год  | Наивысшая позиция в чарте | Наивысшая позиция в чарте | Продажи       | Альбом              |
| Название                                                                                    | Год  | KOR                       | US World                  | Продажи       | Альбом              |
| ------------------------------------------------------------------------------------------- | ---- | ------------------------- | ------------------------- | ------------- | ------------------- |
| «Young & Free» (с Сюмином)                                                                  | 2017 | 31                        | —                         | - KOR: 72,133 | SM Station Season 2 |
| «Lemonade Love» (с Пак Джэджоном)                                                           | 2017 | 197                       | —                         | н/д           | SM Station Season 2 |
| «—» обозначает запись, которая не попала в чарты или не была выпущена на данной территории. |      |                           |                           |               |                     |

#### Саундтреки
| Название                                                                                    | Год  | Наивысшая позиция в чарте | Альбом                                          |
| Название                                                                                    | Год  | KOR                       | Альбом                                          |
| ------------------------------------------------------------------------------------------- | ---- | ------------------------- | ----------------------------------------------- |
| «What to Do» (니 맘에 들어갈래) (Генри Лау совместно с Марком)                              | 2016 | —                         | Sweet Stranger and Me OST                       |
| «Dream Me» (나라는 꿈) (с Пак Суён)                                                         | 2018 | —                         | The Ghost Detective OST                         |
| «Lit (prod. Czaer)» (с Тэёном)                                                              | 2022 | —                         | Street Man Fighter Original Vol. 4 (Crew Songs) |
| «—» обозначает запись, которая не попала в чарты или не была выпущена на данной территории. |      |                           |                                                 |

### Участие в написании песен
Все титры адаптированы Корейской ассоциацией авторских прав на музыку, если не указано иное.
| Год  | Песня                              | Артист(ы)                                                                       | Альбом                               | Титры               |
| ---- | ---------------------------------- | ------------------------------------------------------------------------------- | ------------------------------------ | ------------------- |
| 2016 | «The 7th Sense»                    | NCT U                                                                           | NCT 2018 Empathy                     | Соавтор             |
| 2016 | «Firetruck»                        | NCT 127                                                                         | NCT 127                              | Соавтор             |
| 2016 | «Mad City»                         | Тэён, Джэхён, Марк                                                              | NCT 127                              | Соавтор             |
| 2016 | «Chewing Gum»                      | NCT Dream                                                                       | The First                            | Соавтор             |
| 2016 | «My First and Last»                | NCT Dream                                                                       | The First                            | Соавтор             |
| 2017 | «Drop»                             | Марк, Сыльги                                                                    | School Rapper FINAL                  | Соавтор             |
| 2017 | «Baby Don’t Like It»               | Тэиль, Тэён, Доён, Марк, Хэчан                                                  | Limitless                            | Соавтор, сопродюсер |
| 2017 | «Angel»                            | NCT 127                                                                         | Limitless                            | Соавтор             |
| 2017 | «Good Thing»                       | NCT 127                                                                         | Limitless                            | Соавтор             |
| 2017 | «Cherry Bomb»                      | NCT 127                                                                         | Cherry Bomb                          | Соавтор             |
| 2017 | «Running 2 U»                      | NCT 127                                                                         | Cherry Bomb                          | Соавтор             |
| 2017 | «0 Mile»                           | NCT 127                                                                         | Cherry Bomb                          | Соавтор             |
| 2017 | «Whiplash»                         | Джэхён, Марк, Тэён, Доён, Тэиль                                                 | Cherry Bomb                          | Соавтор             |
| 2017 | «Summer 127»                       | NCT 127                                                                         | Cherry Bomb                          | Соавтор             |
| 2017 | «Young & Free»                     | Сюмин, Марк                                                                     | SM Station Season 2                  | Соавтор             |
| 2017 | «Lemonade Love»                    | Пак Джэджон, Марк                                                               | SM Station Season 2                  | Соавтор             |
| 2017 | «La La Love»                       | NCT Dream                                                                       | We Young                             | Соавтор             |
| 2017 | «Walk You Home»                    | NCT Dream                                                                       | We Young                             | Соавтор             |
| 2017 | «Trigger The Fever»                | NCT Dream                                                                       | We Young                             | Соавтор             |
| 2017 | «My Page»                          | NCT Dream                                                                       | We Young                             | Соавтор             |
| 2017 | «Joy»                              | NCT Dream                                                                       | SM Station Season 2                  | Соавтор             |
| 2018 | «Boss»                             | NCT U                                                                           | NCT 2018 Empathy                     | Соавтор             |
| 2018 | «Yestoday»                         | NCT U                                                                           | NCT 2018 Empathy                     | Соавтор             |
| 2018 | «Black on Black»                   | NCT 2018                                                                        | NCT 2018 Empathy                     | Соавтор             |
| 2018 | «Go»                               | NCT Dream                                                                       | NCT 2018 Empathy                     | Соавтор             |
| 2018 | «We Go Up» (Korean & Chinese ver.) | NCT Dream                                                                       | We Go Up                             | Соавтор             |
| 2018 | «Beautiful Time»                   | NCT Dream                                                                       | We Go Up                             | Соавтор             |
| 2018 | «Drippin»                          | NCT Dream                                                                       | We Go Up                             | Соавтор             |
| 2018 | «Dear Dream»                       | NCT Dream                                                                       | We Go Up                             | Соавтор             |
| 2018 | «City 127»                         | NCT 127                                                                         | Regular-Irregular                    | Соавтор             |
| 2018 | «Regular»                          | NCT 127                                                                         | Regular-Irregular                    | Соавтор             |
| 2018 | «My Van»                           | Тэён, Юта, Джэхён, Чону, Марк                                                   | Regular-Irregular                    | Соавтор             |
| 2018 | «Come Back»                        | NCT 127                                                                         | Regular-Irregular                    | Соавтор             |
| 2018 | «Regular» (English ver.)           | NCT 127                                                                         | Regular-Irregular                    | Соавтор             |
| 2018 | «Welcome to My Playground»         | NCT 127                                                                         | Regular-Irregular                    | Соавтор             |
| 2018 | «What We Talkin' Bout»             | NCT 127, Marteen                                                                | Up Next Session: NCT 127             | Соавтор             |
| 2018 | «Candle Light»                     | NCT Dream                                                                       | SM Station Season 3                  | Соавтор             |
| 2019 | «Regular»                          | WayV                                                                            | The Vision                           | Соавтор             |
| 2019 | «Come Back»                        | WayV                                                                            | The Vision                           | Соавтор             |
| 2019 | «Lips»                             | NCT 127                                                                         | Awaken                               | Соавтор             |
| 2019 | «Jet Lag»                          | NCT 127                                                                         | We Are Superhuman                    | Соавтор             |
| 2020 | «Pandora’s Box»                    | NCT 127                                                                         | Neo Zone                             | Соавтор             |
| 2020 | «Mad Dog»                          | Тэиль, Доён, Тэён, Марк                                                         | Neo Zone                             | Соавтор             |
| 2020 | «Love Song»                        | NCT 127                                                                         | Neo Zone                             | Соавтор             |
| 2020 | «QTAH»                             | Марк                                                                            | Релиз, не связанный с альбомом       | Автор               |
| 2020 | «100»                              | SuperM                                                                          | Super One                            | Соавтор, сопродюсер |
| 2020 | «Together At Home»                 | SuperM                                                                          | Super One                            | Соавтор, сопродюсер |
| 2020 | «The Himalayas»                    | Марк,Тэён                                                                       | Релиз, не связанный с альбомом       | Соавтор, сопродюсер |
| 2020 | «Bad Smell»                        | Марк                                                                            | Релиз, не связанный с альбомом       | Автор, сопродюсер   |
| 2021 | «Rainbow»                          | NCT Dream                                                                       | Hot Sauce                            | Соавтор             |
| 2021 | «Sticker»                          | NCT 127                                                                         | Sticker                              | Соавтор             |
| 2021 | «Love On The Floor»                | NCT 127                                                                         | Sticker                              | Соавтор             |
| 2021 | «New Axis»                         | Марк, Тэён, ЯнЯн                                                                | Universe                             | Соавтор             |
| 2021 | «Universe (Let’s Play Ball)»       | NCT U                                                                           | Universe                             | Соавтор             |
| 2021 | «Know Now»                         | NCT U                                                                           | Universe                             | Соавтор             |
| 2021 | «Beautiful»                        | NCT 2021                                                                        | Universe                             | Соавтор             |
| 2022 | «Child»                            | Марк                                                                            | SM Station: NCT Lab                  | Соавтор             |
| 2022 | «Conextion (Age of Light)»         | NCT U                                                                           | SM Station: NCT Lab                  | Соавтор             |
| 2022 | «Glitch Mode»                      | NCT Dream                                                                       | Glitch Mode                          | Соавтор             |
| 2022 | «It’s Yours»                       | NCT Dream                                                                       | Glitch Mode                          | Соавтор             |
| 2022 | «Teddy Bear»                       | NCT Dream                                                                       | Glitch Mode                          | Соавтор             |
| 2022 | «Replay»                           | NCT Dream                                                                       | Glitch Mode                          | Соавтор             |
| 2022 | «Never Goodbye»                    | NCT Dream                                                                       | Glitch Mode                          | Соавтор             |
| 2022 | «Time Lapse»                       | NCT 127                                                                         | 2 Baddies                            | Соавтор             |
| 2022 | «Designer»                         | NCT 127                                                                         | 2 Baddies                            | Соавтор             |
| 2022 | «Lit (Prod. Czaer)»                | Тэён, Марк                                                                      | Street Man Fighter Vol.4 (Crew Song) | Соавтор             |
| 2022 | «How We Do»                        | Сюмин, Марк                                                                     | Brand New                            | Соавтор             |
| 2022 | «Take My Breath»                   | NCT Dream                                                                       | Candy                                | Соавтор             |
| 2022 | «The Cure»                         | Kangta, БоА, U-Know, Итхык, Ким Тэён, Onew, Сухо, Ирен, Тэён, Марк, Кун, Карина | 2022 Winter SM Town: SMCU Palace     | Соавтор             |
| 2023 | «HO»                               | Йесон                                                                           | Sensory Flows                        | Соавтор             |
| 2023 | «DJ»                               | NCT 127                                                                         | Ay-Yo                                | Автор, сопродюсер   |
| 2023 | «Skyscraper»                       | NCT 127                                                                         | Ay-Yo                                | Автор, сопродюсер   |
| 2023 | «Best Friend Ever»                 | NCT Dream                                                                       | Best Friend Ever                     | Соавтор             |
| 2023 | «Golden Hour»                      | Марк                                                                            | SM Station: NCT Lab                  | Соавтор             |
| 2023 | «Like We Just Met»                 | NCT Dream                                                                       | ISTJ                                 | Соавтор, сопродюсер |
| 2023 | «Angel Eyes»                       | NCT 127                                                                         | Fact Check                           | Соавтор, сопродюсер |
| 2023 | «Love Is A Beauty»                 | NCT 127                                                                         | Fact Check                           | Соавтор, сопродюсер |
| 2023 | «Misty»                            | NCT 127                                                                         | Fact Check                           | Соавтор, сопродюсер |
| 2023 | «Marine Turtle» (Korean ver.)      | Кун, Сяоджун, Реджун, Чэнле                                                     | SM Station: NCT Lab                  | Соавтор             |
| 2023 | «White Lie»                        | NCT 127                                                                         | Be There For Me                      | Соавтор, сопродюсер |
| 2024 | «Box»                              | NCT Dream                                                                       | Dream()Scape                         | Соавтор, сопродюсер |
| 2024 | «Unknown»                          | NCT Dream                                                                       | Dream()Scape                         | Соавтор, сопродюсер |
| 2024 | «Breathing»                        | NCT Dream                                                                       | Dream()Scape                         | Соавтор, сопродюсер |
| 2024 | «Time Machine»                     | Доён, Тхэён, Марк                                                               | Youth                                | Соавтор             |
| 2024 | «200»                              | Марк                                                                            | Неальбомный сингл                    | Соавтор, сопродюсер |
| 2024 | «Sunkissed»                        | Big Naughty, Марк                                                               | Неальбомный сингл                    | Соавтор, сопродюсер |
| 2024 | «Rains in Heaven»                  | NCT Dream                                                                       | Dreamscape                           | Соавтор             |
| 2024 | «When I'm with You»                | NCT Dream                                                                       | Dreamscape                           | Соавтор, сопродюсер |
| 2024 | «I Hate Fruits»                    | NCT Dream                                                                       | Dreamscape                           | Соавтор             |

## Фильмография

### Телешоу
| Год       | Название                           | Роль             | Примечания         |
| --------- | ---------------------------------- | ---------------- | ------------------ |
| 2017      | High School Rapper                 | Соперник         |                    |
| 2017      | Snowball Project                   | Актёрский состав |                    |
| 2018-2019 | Show! Music Core                   | Соведущий        |                    |
| 2018      | It’s Dangerous Beyond The Blankets | Основной состав  | Эп. 8-10 (Сезон 2) |

### Музыкальные видео
| Название                          | Год  |
| --------------------------------- | ---- |
| «Young & Free» (с Сюмином)        | 2017 |
| «Lemonade Love» (с Пак Джэджоном) | 2017 |
| «Child»                           | 2022 |
| «Golden Hour»                     | 2023 |
| «200»                             | 2024 |

## Награды и номинации
| Награда                  | Год  | Категория                                              | Номинация/Работа | Результат | Ист.          |
| ------------------------ | ---- | ------------------------------------------------------ | ---------------- | --------- | ------------- |
| Asian Pop Music Awards   | 2022 | ТОП-20 песен года (международные)                      | «Child»          | Победа    | [ 53 ]        |
| MBC Entertainment Awards | 2018 | Премия «Новичок» в музыке или ток-шоу — мужской артист | Show! Music Core | Номинация | [ 54 ] [ 54 ] |

### Комментарии
1. ↑  Включает в себя "Billboard" K-pop Hot 100 (не существует с 2022 года) и песни Южной Кореи (входят в "Billboard"́ Мировые хиты (начиная с 2022 года).
2. ↑  "What to Do" не попал в цифровой чарт Gaon, но достиг 68-го места в чарте Gaon BGM.[43]
3. ↑  "Dream Me" не попал в цифровой чарт Gaon, но достиг 6-го места в чарте Gaon BGM.[44]
4. ↑  включает "Minhyung version".